# 이포스파마이드
이포스파마이드(Ifosfamide)는 이펙스(Ifex) 등의 상품명으로 판매되는 항암 화학요법 약물로, 다양한 유형의 암을 치료하는 데 사용된다. 여기에는 고환암, 연조직 육종, 골육종, 방광암, 소세포폐암, 자궁경부암, 난소암 등이 포함된다. 정맥 주사로 투여된다.
흔한 부작용으로는 탈모, 구토, 혈뇨, 감염, 콩팥 문제 등이 있다. 다른 심각한 부작용으로는 골수 억제와 의식 저하가 포함된다. 임신 중 사용은 태아에게 해를 끼칠 가능성이 높다. 이포스파마이드는 알킬화제 및 질소 머스터드 계열 약물이다. 이는 DNA 복제와 RNA 생성을 방해하여 작용한다.
이포스파마이드는 1987년 미국에서 의학적으로 사용이 승인되었다. 세계보건기구 필수 의약품 목록에 포함되어 있다.

## 의학적 사용
다양한 암의 치료에 사용된다.
- 고환암
- 유방암
- 림프종 (호지킨 림프종 및 비호지킨 림프종)
- 연조직 육종
- 골육종 또는 골종양
- 폐암
- 자궁경부암
- 난소암

### 투여
이는 흰색 분말이며, 화학요법에 사용하기 위해 준비될 때 투명하고 무색의 액체가 된다. 투여는 정맥 주사이다.
이포스파마이드는 종종 메스나와 함께 사용하여 환자의 내출혈, 특히 출혈성 방광염을 방지한다.
이포스파마이드는 신속하게 투여되며, 경우에 따라 1시간 이내에 투여될 수도 있다.

## 작용 기전
이포스파마이드는 시클로포스파미드와 같은 계열의 항암 화학요법 약물인 DNA 손상 알킬화제이다. 이는 프로드러그이며, CYP450에 의해 주요 활성 대사물인 (아이소)포스포르아미드 머스터드로 전환되어야 함을 의미한다. 이러한 대사물은 주로 구아닌 N-7 위치에서 DNA 교차 결합을 형성한다.

## 부작용
메스나와 함께 투여할 때 출혈성 방광염은 드물다. 흔하고 용량 제한적인 부작용은 뇌증 (뇌 기능 장애)이다. 이 약물을 투여받는 사람의 최대 50%에서 어떤 형태로든 발생한다. 이 반응은 이포스파마이드 분해 산물 중 하나인 클로로아세트알데하이드에 의해 매개되는 것으로 추정되며, 이는 아세트알데하이드 및 클로랄 하이드레이트와 유사한 화학적 특성을 가진다. 이포스파마이드 뇌증의 증상은 경미한 경우 (집중력 저하, 피로)부터 중등도 (섬망, 정신증), 중증 (비경련성 간질 지속 상태 또는 혼수상태)까지 다양하다. 어린이의 경우 신경학적 발달에 지장을 줄 수 있다. 뇌 외에도 이포스파마이드는 말초 신경에도 영향을 미칠 수 있다. 반응의 심각도는 미국 국립암연구소 또는 메인웰 기준 (1-4등급)에 따라 분류될 수 있다. 이전 뇌 문제와 혈액 내 알부민 수치가 낮은 경우 이포스파마이드 뇌증 발생 가능성이 높아진다. 대부분의 경우 반응은 72시간 이내에 자연적으로 해결된다. 약물 투여 중 발생하면 투여를 중단하는 것이 권장된다. 중증 (3-4등급) 뇌증의 가장 효과적인 치료법은 정맥 주사 메틸렌 블루 용액이며, 이는 뇌증 기간을 단축시키는 것으로 보인다. 메틸렌 블루의 정확한 작용 기전은 불분명하다. 일부 경우 메틸렌 블루는 이포스파마이드 추가 투여 전 예방 목적으로 사용될 수 있다. 다른 치료법으로는 알부민과 티아민이 있으며, 구조 요법으로 인공투석이 있다.
이포스파마이드는 또한 정상 음이온 간격 산증, 특히 요세관성 산증 제2형을 유발할 수 있다.